# Granges-d'Ans
Granges-d'Ans là một xã của Pháp, nằm ở tỉnh Dordogne trong vùng Aquitaine của Pháp.
| Danh sách các xã trưởng                |              |                    |                  |         |
| Giai đoạn                              | Giai đoạn    | Tên                | Đảng             | Tư cách |
| tháng 3 năm 2001                       | octobre 2007 | Monique Montaulard | -                | -       |
| octobre 2007                           | đương nhiệm  | Jacques Mignot     | không chính thức | -       |
| Tất cả các dữ liệu trước đây không rõ. |              |                    |                  |         |

## Thông tin nhân khẩu
| Năm    | 1962 | 1968 | 1975 | 1982 | 1990 | 1999 | 2007 |
| ------ | ---- | ---- | ---- | ---- | ---- | ---- | ---- |
| Dân số | 361  | 314  | 259  | 227  | 209  | 208  | 167  |